# Juan Martínez Pastor
Juan Sebastián Martínez Pastor (Venta de Baños, Palencia, España; 20 de enero de 1934 - Venta de Baños, 7 de enero de 2016) fue un poeta contemporáneo español.

## Biografía
Nació en Venta de Baños, provincia de Palencia (Castilla y León, España).
Fue miembro de la generación de escritores palentinos del grupo Juan de Baños y Sarmiento,  prosistas, poetas y pintores, cuyos participantes son, entre otros, los hermanos Quintanilla Buey, José María Fernández Nieto, Carlos Urueña, Rafael Oliva, Marcelino García Velasco, Manuel Carrión Gútiez, Joaquín Galán y Elpidio Ruiz.
Fue finalista del Premio Paz Maroto de poesía con su obra Palencia, la ciudad y yo, y ganó también el Premio de poesía Andrés Quintanilla Buey.
En 2007 pronunció el pregón en las fiestas de Santa Rosa de Lima.
Juan Martínez Pastor falleció el 7 de enero de 2016 en su pueblo y en su ciudad natal a los 81 años de edad.

## Su obra
- Cuentos de la casa verde
- Hospital militar
- Poemas del estrecho
- Al amor de la lumbre
- El retorno imposible (1976)
- Romances palentinos
- Palencia, la ciudad y la noche (2012)
- Piel de árbol[5] (2012)
- Tiempos inútiles (2012)
- Tren de cercanías (2015)